# Pello Irujo
Pello Irujo Ollo o también Pedro María Irujo Ollo (Estella, Navarra, 23 de febrero de 1910- Pamplona 24 de febrero de 1983). Fue un político nacionalista vasco por Acción Nacionalista Vasca (ANV).
Hijo de Daniel Irujo y Urra y hermano de Manuel de Irujo líder del Partido Nacionalista Vasco. Pello optó por ANV cuando se fundó en 1930.
Estudió Derecho y participó en la Agrupación de Cultura Vasca de Madrid, de la que fue bibliotecario en 1931. 
Al inicio de la guerra civil se encontraba en Estella, desde donde se dirige a San Sebastián, encontrándose con sus hermanos Andrés María y Manuel.
Junto con otros nacionalistas y anarquistas, en septiembre de 1936, colaboró en salvar al obispo Gandásegui, conduciendo el vehículo con el que se le llevaría a la zona controlada por el bando sublevado. Cuando el 13 de septiembre fue capturado por las tropas franquistas este hecho le salvaría la vida, ya que la condena de muerte no se le aplicó y en 1939 fue indultado. Siguió preso, mientras aprendió a pintar con el pintor Javier Ciga Echandi, hasta 1943, en que salió desterrado a Cuenca. Se trasladó a Madrid de forma clandestina. En septiembre de 1946 debe exiliarse debido a que son atrapados unos compañeros.
En las Delegaciones del Gobierno Vasco en Sofía y Budapest desempeña el cargo de agregado cultural. Posteriormente emigra a la Argentina donde reside su hermano Andrés. En Buenos Aires llega a exponer varias veces y mantiene una muestra permanente en el Estudio de Flores Kaperotxipi, en Mar del Plata. 
Desde 1960 a 1975, dirige la publicación de ANV Tierra Vasca, para América y Europa. 
Una vez fallecido el dictador Francisco Franco vuelve a Pamplona. Fue candidato al Senado de España en las elecciones de 1977 por ANV.